# Lee Moran
Lee Moran (23 de junio de 1888 – 24 de abril de 1961) fue un actor, director y guionista cinematográfico de nacionalidad estadounidense, activo en la época del cine mudo.

## Biografía
Nacido en Chicago, Illinois,su verdadero nombre era Leon George Brown, y se inició como actor de vodevil. Debutó en el cine en 1912 en un cortometraje producido por Nestor Company, compañía para la que trabajó en los años siguientes. Como actor pudo superar la transición del cine mudo al cine sonoro. A lo largo de su trayectoria entre 1912 y 1935, actuó en más de 400 producciones, dirigió 109 y escribió 92. Trabajó en diferentes ocasiones junto a Eddie Lyons, con el que escribió, dirigió e interpretó numerosas producciones. 
Moran falleció en Woodland Hills, California en 1961, a causa de una dolencia cardiaca. Fue enterrado en el Cementerio San Fernando Mission de Los Ángeles.

## Selección de su filmografía

### Actor
- A Game of Bluff (1912)
- When the Heart Calls, de Al Christie (1912)
- A Tale of the West, de Al Christie (1913)
- Officer, Call a Cop, de Eddie Lyons y Lee Moran (1914)
- When His Lordship Proposed, de Al Christie (1915)
- When the Mummy Cried for Help, de Al Christie y Horace Davey (1915)
- When Cupid Caught a Thief, de Al Christie (1915)
- When the Deacon Swore, de Al Christie (1915)
- How Doctor Cupid Won Out, de Al Christie (1915)
- The Baby's Fault, de Al Christie (1915)
- Eddie's Awful Predicament, de Al Christie (1915)
- His Nobs the Duke, de Al Christie (1915)
- Almost a King, de Al Christie (1915)
- Caught by a Thread, de Al Christie (1915)
- Following Father's Footsteps, de Al Christie (1915)
- They Were Heroes, de Al Christie (1915)
- When Her Idol Fell, de Al Christie (1915)
- Jed's Little Elopement, de Al Christie (1915)
- Lizzie's Dizzy Career, de Horace Davey y Eddie Lyons (1915)
- All Aboard, de Al Christie (1915)
- Too Many Crooks, de Al Christie (1915)
- When They Were Co-Eds, de Al Christie (1915)
- The Downfall of Potts, de Al Christie (1915)
- A Peach and a Pair, de Al Christie (1915)
- When the Spirits Moved, de Al Christie (1915)
- Lizzie Breaks Into the Harem, de Al Christie (1915)
- Her Rustic Hero, de Al Christie (1915)
- The Tale of His Pants, de Horace Davey (1915)
- The Rise and Fall of Officer 13, de Horace Davey (1915)
- Little Egypt Malone, de Al Christie (1915)
- Lost: Three Teeth, de Al Christie (1915)
- Tony, the Wop, de Al Christie (1915)
- Mrs. Plum's Pudding, de Al Christie (1915)
- His Egyptian Affinity, de Al Christie (1915)
- Lizzie and the Beauty Contest, de Al Christie (1915)
- Their Happy Honeymoon, de Al Christie (1915)
- Too Many Smiths, de Al Christie (1915)
- When Lizzie Went to Sea, de Al Christie (1915)
- Eddie's Little Love Affair, de Al Christie (1915)
- Some Fixer, de Al Christie (1915)
- Almost a Knockout, de Al Christie (1915)
- An Heiress for Two, de Al Christie (1915)
- Wanted: A Leading Lady, de Al Christie  (1915)
- Their Quiet Honeymoon, de Al Christie (1915)
- Where the Heather Blooms, de Al Christie (1915)
- Love and a Savage, de Al Christie  (1915)
- Some Chaperone, de Al Christie (1915)
- Jed's Trip to the Fair, de Al Christie (1916)
- Mingling Spirits, de Al Christie (1916)
- When Aunt Matilda Fell, de Al Christie (1916)
- Caught with the Goods, de Eddie Lyons y Lee Moran (1916)
- Kill the Umpire, de Eddie Lyons y Lee Moran (1916)
- A Quiet Supper for Four, de Al Christie (1916)
- Treat 'Em Rough, de Louis Chaudet (1917)
- Why, Uncle!, de Louis Chaudet (1917)
- His Wife's Relatives, de Louis Chaudet (1917)
- When the Cat's Away, de Louis Chaudet (1917)
- In Again, Out Again, de Al Christie (1917)
- Mixed Matrimony, de Louis Chaudet (1917)
- Follow the Tracks, de Louis Chaudet (1917)
- The Knockout, de Eddie Lyons y Lee Moran (1918)
- La horda, de Lewis Milestone (1928)
- Gold Diggers of Broadway, de Roy Del Ruth (1929)
- El show de los shows, de John G. Adolfi (1929)
- Dance Hall, de Melville W. Brown (1929)
- Sweet Mama, de Edward F. Cline (1930)
- Grand Slam, de William Dieterle (1933)
- Footlight Parade, de Lloyd Bacon (1933)
- Carnival, de Walter Lang (1935)
- Night Life of the Gods, de Lowell Sherman (1935)

### Director
- Officer, Call a Cop, codirigida con Eddie Lyons (1914)
- Kill the Umpire, codirigida con Eddie Lyons  (1916)
- Caught with the Goods, codirigida con Eddie Lyons (1916)
- Whose Baby Are You?, codirigida con Eddie Lyons (1918)
- Camping Out, codirigida con Eddie Lyons (1918)
- Mum's the Word, codirigida con Eddie Lyons (1918)
- Bad News, codirigida con Eddie Lyons (1918)
- The Knockout, codirigida con Eddie Lyons (1918)
- Chicken a la King, codirigida con Eddie Lyons (1919)

### Guionista
- Officer, Call a Cop, de Eddie Lyons y Lee Moran (1914)
- Treat 'Em Rough, de Louis Chaudet (1917)
- When the Cat's Away, de Louis Chaudet (1917)